# Rắn má núi Bắc Bộ
Rắn má núi Bắc Bộ, tên khoa học Opisthotropis lateralis, là một loài rắn trong họ Rắn nước. Loài này được Boulenger mô tả khoa học đầu tiên năm 1903.